# Ingrid Wiener
Pour les articles homonymes, voir Wiener.
Ingrid Wiener (née le 2 octobre 1942 à Vienne) est une cuisinière et artiste autrichienne. Elle est surtout connue pour ses tapisseries et aquarelles mais elle a également fait de la musique et réalisé des films. Dans sa vie et son œuvre artistique, elle a montré une volonté de ne pas se contenter de conventions et de traditions, mais d'explorer de nouvelles voies et expériences. Dans ses jeunes années, elle a été de tous les mouvements d'avant-garde et en a fréquenté les artistes les plus célèbres. 

## Biographie
Ingrid Wiener est née Ingrid Schuppan, le 2 octobre 1942, à Vienne, elle est la fille d'un ingénieur et d'une couturière. Son professeur, à l'école secondaire lui refuse son diplôme et recommande à ses parents de la retirer de l'école parce qu'elle distrayait trop les garçons. Ce qu'ils ont fait, se conformant à la norme. Donc, de 1956 à 1958, elle fréquente une école de commerce de la ville et suit une formation de commis de bureau. C'est là qu'elle rencontre Waltraud Höllinger, qui deviendra l'artiste Valie Export. Elles travailleront ensemble sur de nombreux projets. Elle travaille ensuite pendant une courte période comme employée de bureau dans une usine de meubles. 
Durant sa jeunesse, elle est étroitement associée au groupe viennois, un groupe littéraire, où elle fréquente H. C. Artmann, Friedrich Achleitner, Konrad Bayer, Gerhard Rühm et Oswald Wiener et participe à des actions et des performances telles que les 1er et 2e cabaret littéraire. En 1959, elle joue avec Konrad Bayer dans le court métrage Sun stop! du cinéaste autrichien Ferry Radax. 
En 1960, elle décide d'étudier à l' Institut fédéral supérieur d'enseignement et de recherche pour l'industrie textile, où elle obtient un diplôme en design en 1964. Dans le cadre de sa formation, elle apprend à tisser. Cet artisanat traditionnel sera dès lors la bases de son travail artistique. Elle travaille ensuite à Vienne comme artiste, mannequin, graphiste et figurante. Elle coopère avec d'autres artistes autrichiens tels que Valie Export et Friedensreich Hundertwasser. 
En 1969, elle s'enfuit à Berlin-Ouest avec son partenaire, l' écrivain, cybernéticien, théoricien du langage et gastronome autrichien Oswald Wiener. Oswald Wiener est l'un des initiateurs et des participants à l'action Kunst und Revolution (Art et Révolution) du 7 juin 1968 à l'Université de Vienne. Cette action a été un des moments forts du mouvement étudiant en Autriche en 1968. Oswald Wiener a été condamné à six mois de prison pour cela, mais a été acquitté après six semaines de prison. Il a ensuite été surveillé par la police. C'est pour éviter ces représailles constantes que le couple a décidé de quitter l'Autriche. 
À Berlin, Ingrid Wiener, Oswald Wiener et leur ami, l'artiste et restaurateur autrichien Michel Würthle, fondent successivement les bars d' artistes Matala, Exil et Ax Bax,. Leur cuisine a un impact majeur sur le paysage culinaire de Berlin. L'Exil, sur Paul-Lincke-Ufer 44a, devient le lieu de rencontre des intellectuels et de l'avant-garde littéraire et artistique de Berlin-Ouest des années soixante-dix et quatre-vingt. Les artistes, écrivains, musiciens et acteurs Dieter Roth, Joseph Beuys, Martin Kippenberger, Max Frisch, Peter O'Toole, David Bowie et Iggy Pop se sont assis et ont mangé là. La cuisinière de télévision Sarah Wiener y fait sa première expérience gastronomique. Le restaurant autrichien a été dirigé par les Wiener jusqu'en 1984. Aujourd'hui c'est le restaurant étoilé Horváth qui occupe les lieux.   
En plus de son travail de cuisinière et de restauratrice à Berlin-Ouest, Ingrid Wiener se consacre à son activité artistique, principalement la tapisserie et l'aquarelle.   
À la fin des années soixante-dix et au début des années quatre-vingt, Ingrid Wiener est également active au sein de la musique underground de Berlin-Ouest, sous le nom de Monsti Wiener et se produit au SO 36. Elle fait partie des groupes Ingrid Wiener & Chor, Wichtel und die Wuchteln, Wuchtel und die Wichteln. En 1978, elle enregistre, avec Valie Export, les disques Wahre Freundschaft, sur lequel elle chante des chansons populaires (Schlager) et d'ambiance en 1978  et Capri-Fischer / Bananen en 1981,. 
En 1986, Ingrid et Oswald Wiener déménagent au Yukon canadien, à Dawson City. Là, ils dirigent, entre autres le Claims Cafe. Au Canada, Ingrid Wiener peint ses premières aquarelles avec des images issues de ses rêves, souvent surréalistes. 
Après avoir travaillé en Allemagne et en Autriche, Ingrid Wiener vit maintenant avec Oswald Wiener dans le sud-est de la Styrie. 

## Parcours artistique

### La tapisserie
Dès les années 1960, Ingrid Wiener et Valie Export, décidées à révolutionner le vénérable métier du tissage à la main, demandent à leur ami commun Friedensreich Hundertwasser de pouvoir utiliser des motifs de ses peintures en tapisserie. Cependant, ces tapisseries, réalisées selon les modèles de Hundertwasser, sont exposées et vendues exclusivement sous son nom. 
Elle développera ensuite son propre style. 
Sa première grande tapisserie, au milieu des années 1970 est une collaboration avec les artistes Dieter Roth et Valie Export, Bertorelli B.  
Les trois artistes imaginent un nouveau type de tissage de tapisserie : tisser uniquement ce qu'on voit derrière les fils de chaîne. Ce n'était guère faisable, mais l'idée d'un tissage fluide et non rigide traverse le travail d'Ingrid Wiener jusqu'à ce jour. Ingrid Wiener elle-même décrit son approche en octobre 1986 : « Nous ne voulions pas changer la technique de la tapisserie, ce serait du déjà vu, mais plutôt développer de nouvelles idées après avoir observé la procédure donnée. »
Entre 1974 et 1997, cinq tapisseries au total ont été créées avec Dieter Roth. Leurs œuvres communes ont été exposées au MAC à Marseille, à la Sécession viennoise, au Schaulager de Bâle, au Museum Ludwig de Cologne et au Museum of Modern Art de New York .
Un résumé du leur travail commun et de leur correspondance a été publié en 2007 sous le titre Man darf auch weben was man nicht sieht. Die Teppiche von Dieter Roth und Ingrid Wiener (On peut aussi tisser ce qu'on ne peut pas voir. Les tapis de Dieter Roth et Ingrid Wiener) par Kerber Verlag. À la fin des années 1980, alors que le couple Wiener a déjà déménagé au Canada , Ingrid Wiener et Dieter Roth échangent des lettres vidéo. Celles-ci ont été publiées sous forme de CD en 2003 par la galerie berlinoise Barbara Wien.
Depuis son arrivée au Canada, Ingrid Wiener fait ses propres tapisseries, plus petites. Son style change avec ses préoccupations : « Lorsque nous avons commencé à vivre au Canada dans les années 1980, tout d'un coup des choses complètement différentes sont devenues importantes. Liste de courses pour faire du shopping dans la ville la plus proche de Whitehorse, à 500 kilomètres, bidons d'essence avec le carburant de notre avion, une pioche, de petits couteaux tranchants. » Elle représente ces objets de sa vie quotidienne, planche à découper, vieilles listes de courses, câbles ou concombres sur du papier journal, dans ses tapisseries. Elle ne se contente pas de simplement transcrire en tissage les images et les objets, mais les fixe au moment du tissage et y inscrit ses propres humeurs et points de vue. C'est un travail long et méticuleux, de tissage et broderie.

### L'aquarelle
Ingrid Wiener est également connue pour ses aquarelles, dans lesquelles elle fixe ses rêves, ses pensées, ses réflexions nocturnes, souvent des déformations absurdes d'événements réels de sa vie. 

### Le spectacle
Dans les années 1990, Ingrid Wiener réalise - en plus de ses propres tapisseries et images de rêve - des films documentaires tels que Yukon Quest et Das unsagbaren Sagen pour la télévision autrichienne avec Valie Export et Oswald Wiener et met en scène des spectacles de chant et de cuisine dans des galeries et des espaces d'exposition en Allemagne et en Autriche. 
Ingrid Wiener est représentée par la Galerie Barbara Wien  à Berlin et la Galerie Charim à Vienne .  
Ses œuvres ont été présentées dans de nombreuses expositions.  

## Expositions (sélection)
Une liste détaillée est disponible sur le site de la Galerie Babara Wien 
- 2007–2009 : Man darf auch weben was man nicht sieht. Die Teppiche von Dieter Roth und Ingrid Wiener, Musée Kirchner, Davos et Neue Galerie, Graz[14],[15]
- 2010 :
  - Mehr Teppich, Galerie Isabella Bortolozzi, Berlin[16]
  - Fischgrätenmelkstand, John Bock, galerie d'art temporaire, Berlin
- 2011 : Falscher Auerhahn, avec Rosa Barba, Klaus Sander, Jan St. Werner, Oswald Wiener, concert culinaire à la Villa Romana, Florence[17]
- 2013 : Textilkunst, avec Hildegard Absalon, Kunsthaus Weiz
- 2013 : Hot Feet, avec Rosa Barba, Tatjana Pavlenko, Klaus Sander, Jan St.Werner, Oswald Wiener, concert culinaire, Deutsche Bank Kunsthalle, Berlin
- 2014 : 
  - Decorum. Tapis et tapisseries d'artistes, Musée d'Art moderne, Paris[18]
  - Decorum, Power Station of Art, Shanghai[18]
  - Heiße Ohren, avec Rosa Barba, Tatjana Pavlenko, Klaus Sander, Jan St.Werner, Oswald Wiener, concert de cuisine, Schauplatz Kornberg au Meierhof zu Kornberg[19]
- 2015 :wow! Woven? Entering the (sub)Textiles, Künstlerhaus KM–, Hall for Art & Media, Graz[20]
- 2016 : Galerie Lisa Cooley, New York[21]
- 2017 : Gobelins und Traumbilder, Glasmoog, Kunsthochschule für Medien Cologne[22]
- 2018 : Norden und das Hemd von Lincoln Ellsworth, Espace d'exposition Jagla, Cologne[23]
- 2018 : Photos, avec Valie Export, Glasmoog, Kunsthochschule für Medien, Cologne
- 2019 : Ingrid Wiener, Klosterfeldeedition, Berlin[24]
- 2020 : Northwest passage, Musée Hartberg[25]